# Weingut Polz

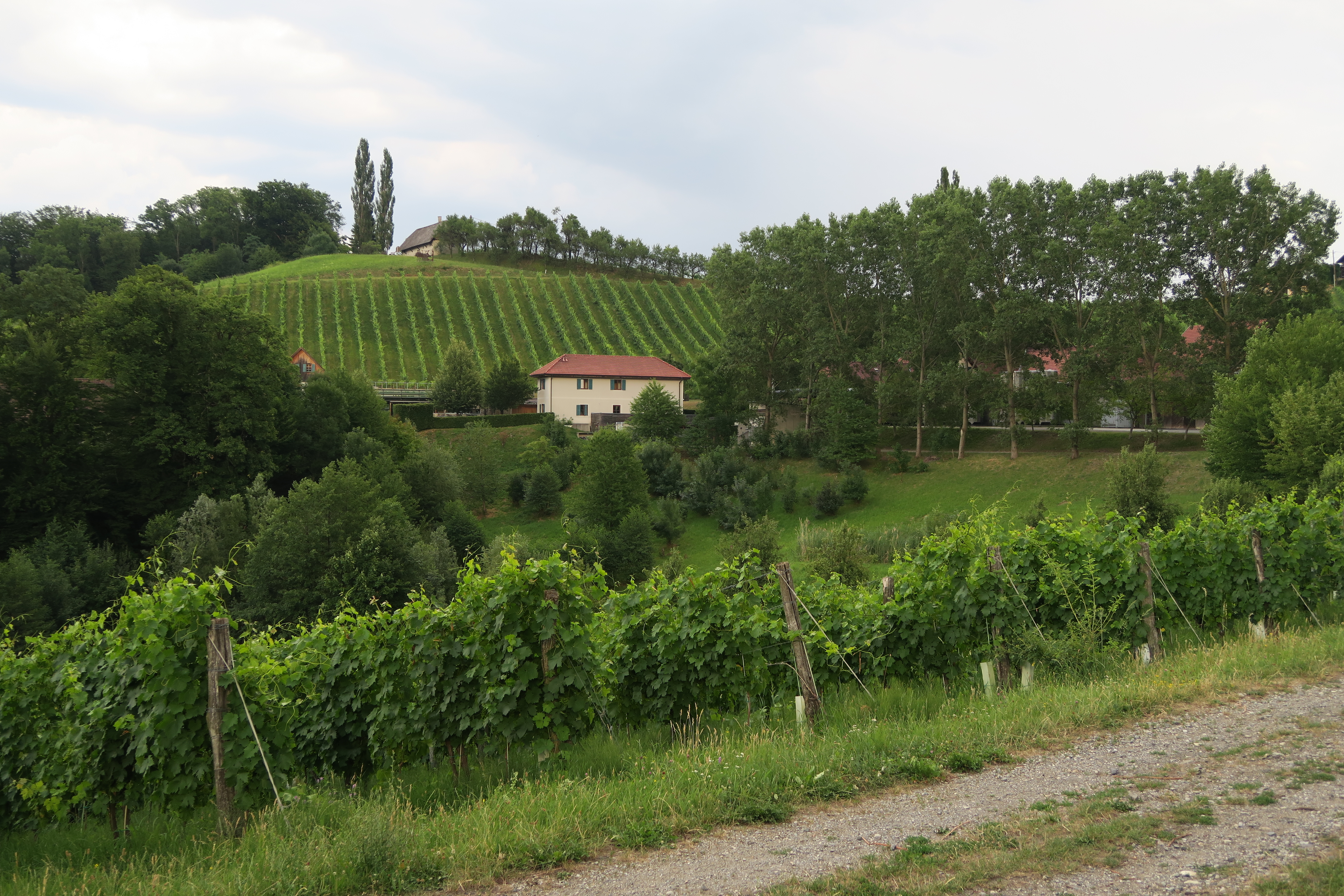
Weingut Polz

Das Weingut Polz in Spielfeld ist ein österreichisches Weingut im Weinbaugebiet Südsteiermark.
Das Weingut Polz besteht seit 1912. Ende der 1980er Jahre haben Erich und Walter Polz die Leitung übernommen. Die Brüder Polz waren bei der damaligen österreichischen „Weinrevolution“ führend, bei der von süßen Weinen und Massenproduktion auf trockene Qualitätserzeugnisse umgestellt wurde.
Erich Polz jun. führt seit Frühling 2020 den Betrieb. Erichs Bruder Christoph zeichnet für Keller und Vinifikation verantwortlich.
Die Rebfläche beträgt rund 80 Hektar und ist zu 90 Prozent mit weißen Rebsorten, hauptsächlich Welschriesling, Sauvignon Blanc, Gelber Muskateller und Morillon, bestockt. Die bekanntesten Weine sind die Sauvignon Blancs und Morillons aus den Lagen Hochgrassnitzberg, Theresienhöhe und Obegg. Die Jahresproduktion erreicht 500.000 Flaschen. Das Weingut Polz ist Mitglied der Steirischen Terroir- und Klassikweingüter.
Das Weingut war mit seinen Tochterbetrieben wie dem Weingut Tscheppe am Pößnitzberg und dem bischöflichen Weingut Schloss Seggau einer der größten Weinproduzenten Österreichs. Außerdem wird das Weingut Miro Vino in Jeruzalem, Slowenien betrieben. 2020 erfolgte der Verkauf an den Wiener Immobilieninvestor Thomas Levenitschnig, zwei Monate später wurde das Weingut von der Familie Polz aber wieder zurückgekauft.